# Die Tyrannei in strukturlosen Gruppen
The Tyranny of Structurelessness (Die Tyrannei der Strukturlosigkeit, im deutschsprachigen Raum vorwiegend übertitelt mit „Die Tyrannei in strukturlosen Gruppen“) ist ein einflussreicher Aufsatz der amerikanischen Feministin Jo Freeman, der sich mit Machtverhältnissen innerhalb radikalfeministischer Kollektive befasst. Der Aufsatz, inspiriert von Freemans Erfahrungen in einer Frauenbefreiungsgruppe der 1960er Jahre, reflektierte die Experimente der feministischen Bewegung, sich der Idee von Führern zu widersetzen und sogar jede Struktur oder Arbeitsteilung zu verwerfen. Wie Hilary Wainwright im Z Magazine schrieb, beschreibe Freeman, wie „dieser offensichtliche Mangel an Struktur zu oft eine informelle, nicht anerkannte und nicht rechenschaftspflichtige Führung verschleierte, die umso schädlicher war, als ihre Existenz geleugnet wurde“. Als Lösung schlägt Freeman vor, die bestehenden Machtverhältnisse in der Gruppe zu formalisieren und sie einer demokratischen Kontrolle zu unterwerfen.
Der Ausdruck wurde verwendet, um ein Problem bei der Organisation zu beschreiben (das andere ist laut der Ökofeministin Starhawk „Starrheit der Struktur“).
Im Jahr 2008 bewertete das Community Development Journal den Artikel als „klassischen Text“, der nach Ansicht der Redakteure die Praxis der Community-Entwicklung beeinflusst hatte. Im gleichen Jahr verwendete ein Kurs der John F. Kennedy School of Government das Papier in einem Kurs über Führung.

## Publikationsgeschichte
Der Aufsatz entstand als Rede vor der Southern Female Rights Union auf einer Konferenz in Beulah (Mississippi), im Mai 1970. Freeman hat erklärt, dass es 1971 für das feministische Magazin Notes from the Third Year (dessen Herausgeber es nicht veröffentlicht haben) transkribiert und mehreren Veröffentlichungen der Frauenbefreiungsbewegung vorgelegt wurde, von denen nur eine ihre Erlaubnis zur Veröffentlichung beantragte.
Andere Verkaufsstellen veröffentlichten es ohne Erlaubnis. Es wurde erstmals 1972 offiziell in der Zeitschrift The Second Wave veröffentlicht. Es wurde 1972 in Broschürenform als Bewegungspublikation und später von der Organisation of Revolutionary Anarchists, Leeds Group, United Kingdom, herausgegeben. 1973 veröffentlichte die Autorin verschiedene Versionen im Berkeley Journal of Sociology und in der Zeitschrift Ms. Es wurde auch in Radical Feminism von Anne Koedt, Ellen Levine und Anita Rapone veröffentlicht. Zu den späteren Drucken gehörten die der Anarchist Workers' Association (Kingston Group) und 1984 eine Broschüre mit dem Titel Untying the Knot: Feminism, Anarchism & Organisation (Den Knoten lösen: Feminismus, Anarchismus und Organisation), die gemeinsam von Dark Star Press und Rebel Press (gedruckt von Aldgate Press) veröffentlicht wurde.

## Kritik
Einige Anarchisten haben gegen Freemans Analyse Einwände erhoben, weil sie auch auf einige anarchistische Organisationen angewendet wurde. Howard J. Ehrlich diskutierte die negativen Auswirkungen des Artikels auf die anarchistische Organisation in Reinventing Anarchy, Again.
1974 schrieb Cathy Levine eine Gegenerwiderung mit dem Titel „The Tyranny of Tyranny“, die ursprünglich in der Zeitschrift Black Rose veröffentlicht wurde.
In einer Rezension von Freemans Aufsatz für Anarchy: A Journal of Desire Armed sprach sich der Anarchist Jason McQuinn gegen den Aufsatz als „unverständlich unwirklichen und unlogischen Versuch in die Soziologie einer paranoiden Schizophrenen“ aus und stellte seine Popularität bei linken und plattformistischen Anarchisten fest.